# Dècada del 30

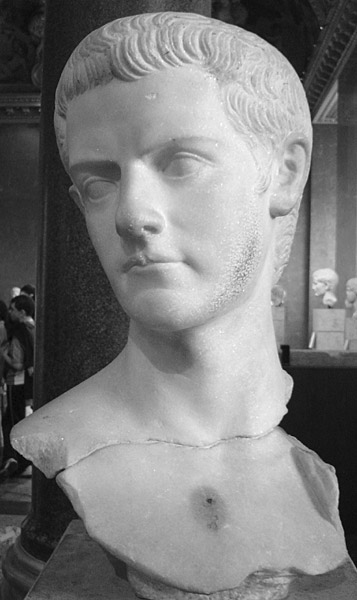
Bust de Calígula.

## Esdeveniments
- c. 33 - Jesús mor a la creu a Jerusalem i el cristianisme s'expandeix des de Judea i Galilea.

## Personatges destacats
- Tiberi, emperador romà (14-37).
- Calígula, emperador romà (37-41).